# 特纽依斯峭壁

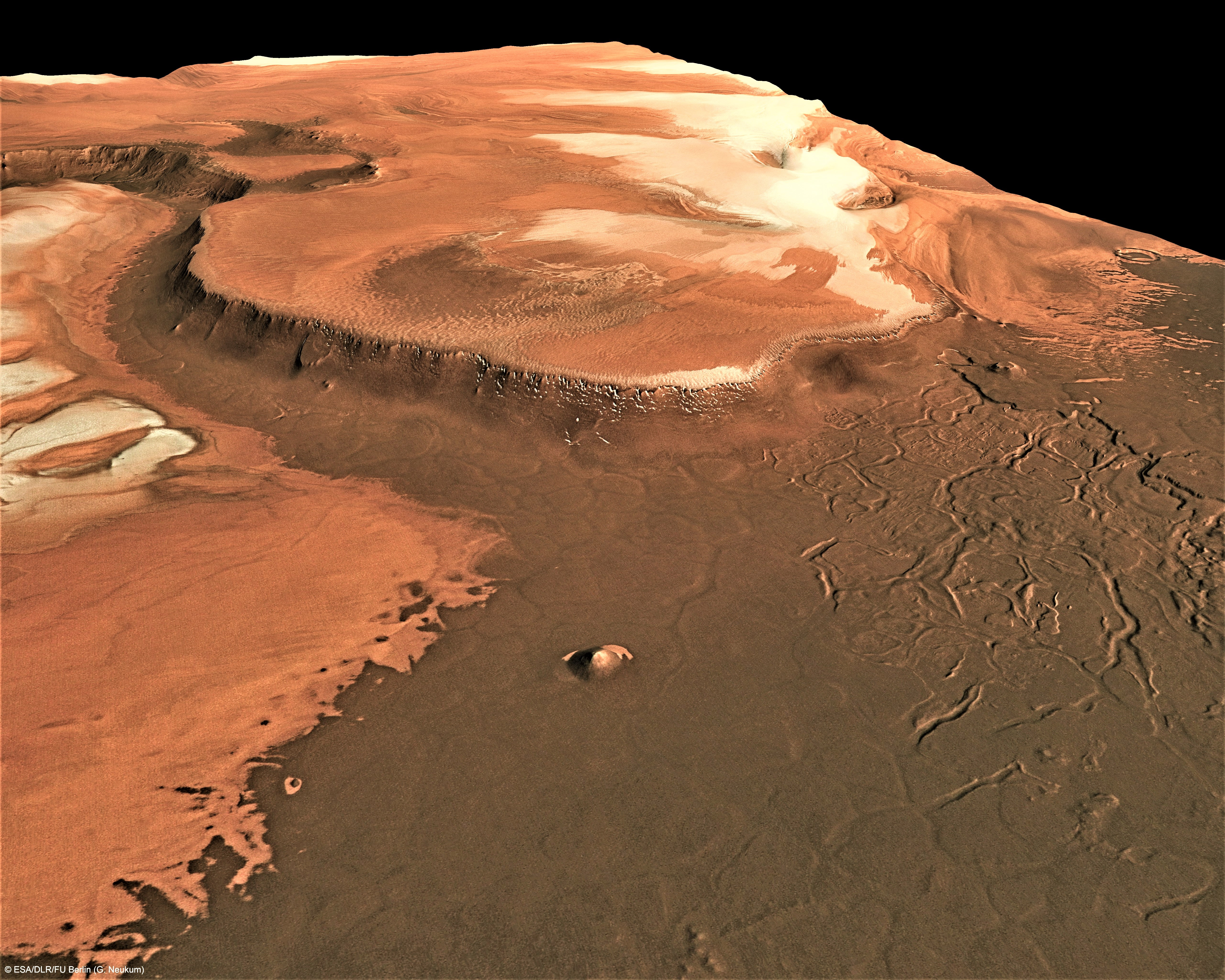
火星极地冰盖及悬崖透视图，左侧为阿瓦洛斯桌山，欧空局火星快车号轨道器拍摄。

特纽依斯峭壁(Rupes Tenuis)拉丁语之意为“陡崖”，是火星北极的一段绵延的悬崖，其范围为北纬74.94度到北纬82.2度、东经242.12度至东经300.77度（西经59.23°至西经117.88°），中心坐标位于北纬81.6度、西经85.47度处。它标志着北极高原东经242.12度到东经300.77度的外侧边沿，而边沿下方的奥林匹亚凹地—一系列狭长深邃，向东延伸的局部槽沟和洼地合并形成了特纽依斯峭壁构造。该峭壁位于北极高原底部的北极峡谷西面，其落差从数百米到最大1000米不等。它的名称取自火星古典反照率特征，1988年，被国际天文联合会正式批准采纳。

## 局部地形

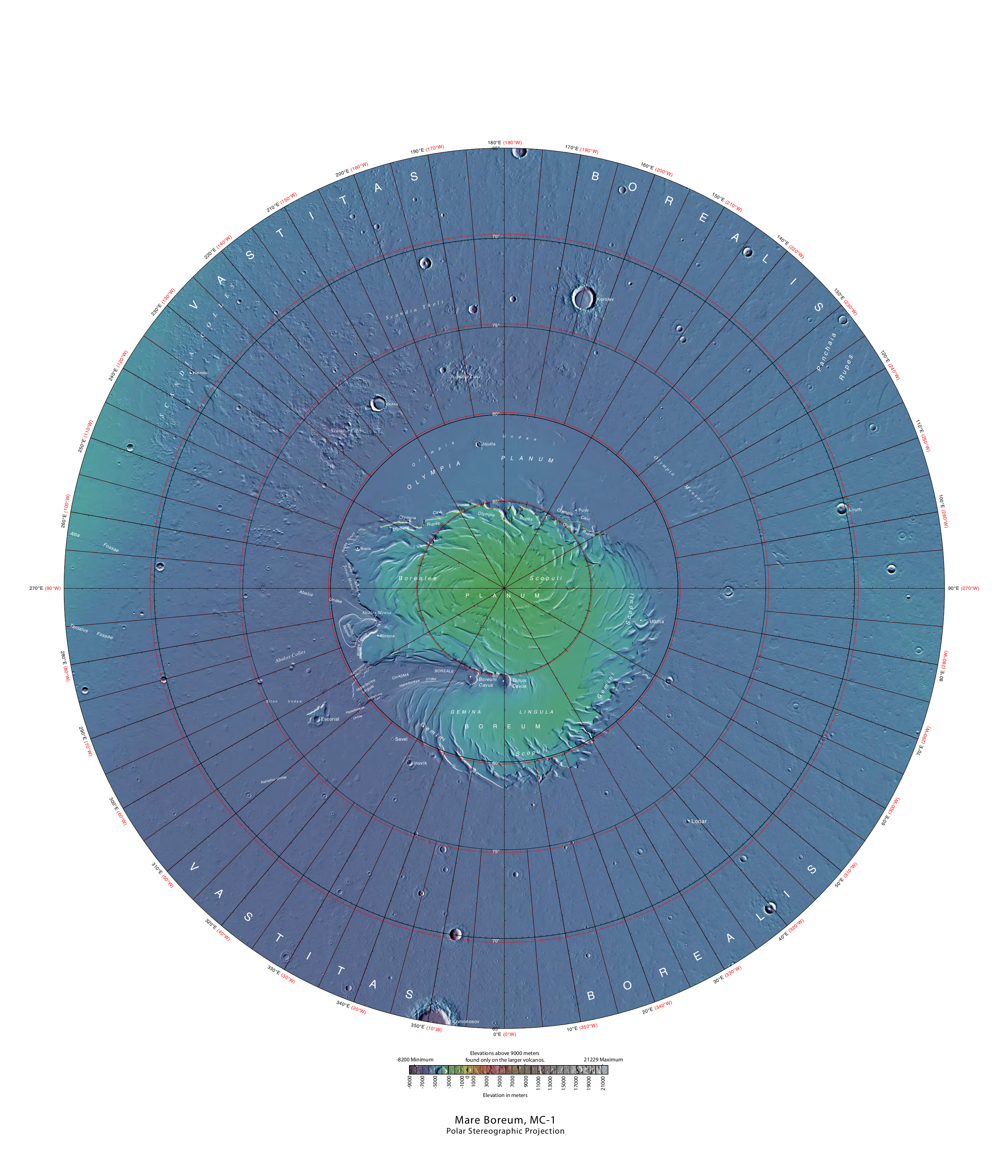
显示了北极高原中特纽依斯峭壁位置的美国地质勘探局地图。

紧邻特纽依斯峭壁南侧，大约在东经285度处，坐落着阿瓦洛斯桌山，一座跨度约180公里的凸形构造，从上方看呈楔形状。而阿瓦洛斯沙场沙丘则出现在一道分隔特纽依斯峭壁与阿瓦洛斯桌山的狭沟西端，并继续向西南方延伸。
特纽依斯峭壁附近分布有两座已命名的撞击坑，分别是位于北纬82.2度、东经290度，直径6.4公里，坐落在分隔峭壁与阿巴洛斯桌山沟壑中的克罗托内陨击坑（Crotone）；而在北纬81.1度、东经254.2度的特纽依斯峭壁西侧边界附近，可找到直径17公里拉陨击坑（Boola crater）。在阿瓦洛斯桌山以西，与特纽依斯峭壁平行的南面，有一片狭窄的低海拔平原，称作特纽依斯桌山，呈现为向南延伸的斜坡。

## 侵蚀特征
一般认为极地基底层，尤其是纽依斯峭壁的侵蚀机制，主要来自下坡风（源于希腊语：卡塔巴西斯（katabasis）-“下降”，即从北极高原下刮的强风）以及太阳消融的作用。这些机制也被认为造成了如今特纽依斯峭壁的侵蚀和消退、崖边附近锥形丘和岬角的出现以及形成将阿巴洛斯桌山与峭壁分开的狭道。从理论上讲，这一侵蚀过程自火星晚亚马逊纪时期就已存在，并被认为是导致极地峭壁从以前更往南的北纬74度不断向后消退的原因。
进一步的理论认为，特纽依斯峭壁地层单元可能曾是一座古高原，比现在的特纽依斯峭壁更往南倾斜。峭壁附近的地质构造，如土丘，被认为是由侵蚀机制而非火山活动所形成。特纽依斯峭壁单元各层的水平姿态（倾斜度）进一步表明了这些地层的非火山成因，因为火山形成的地层通常不呈水平状。而附近的地层如一群由五座高不足700米，直径不到1公里的平顶或凹顶小丘组成的阿瓦洛斯丘群，被认为曾是一块连续的地层单元—特纽依斯峭壁单元的侵蚀残余物。

## 美国宇航局和欧空局图像

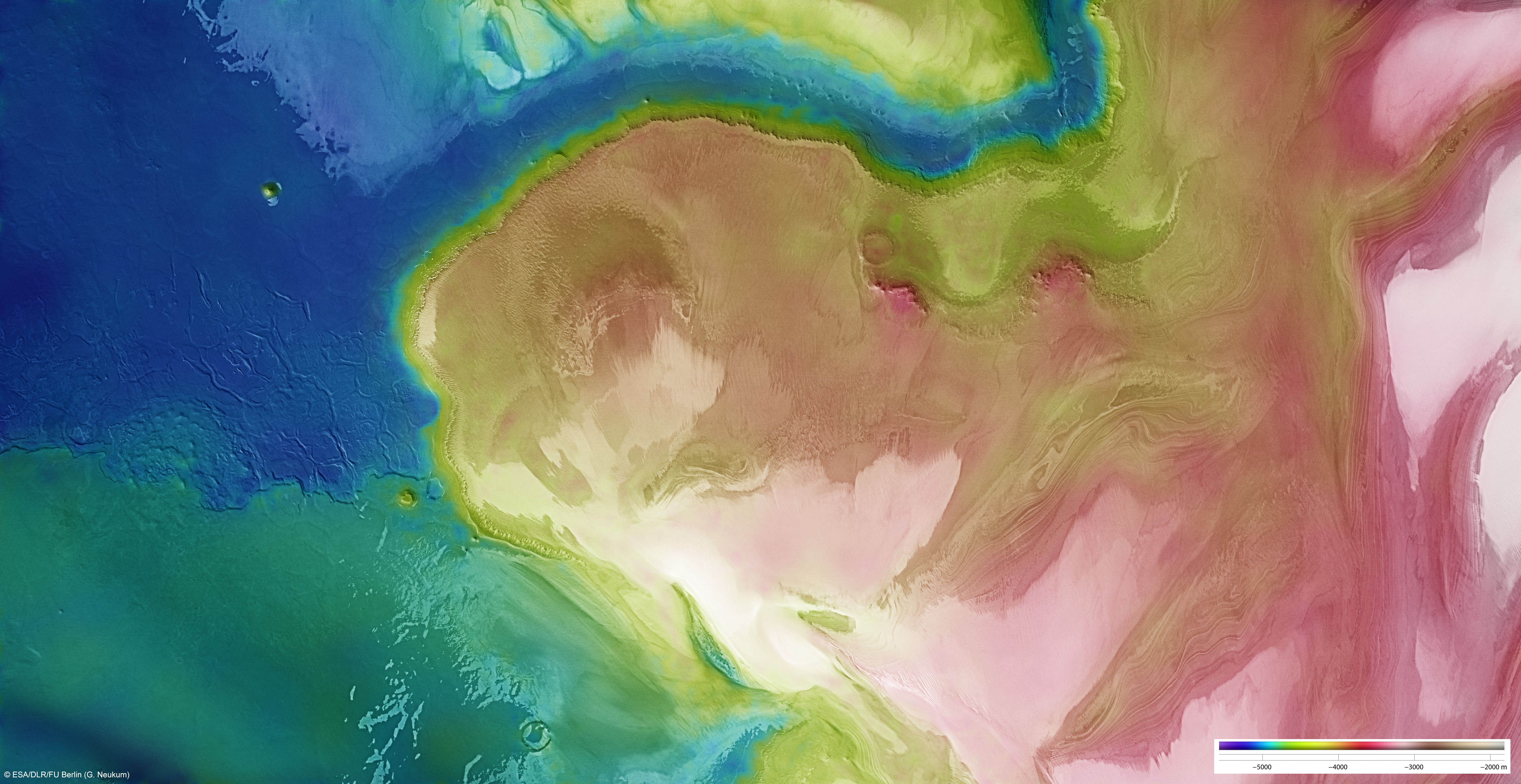
欧空局火星快车号轨道器拍摄的顶部包含阿巴洛斯桌山的特纽依斯峭壁照片。
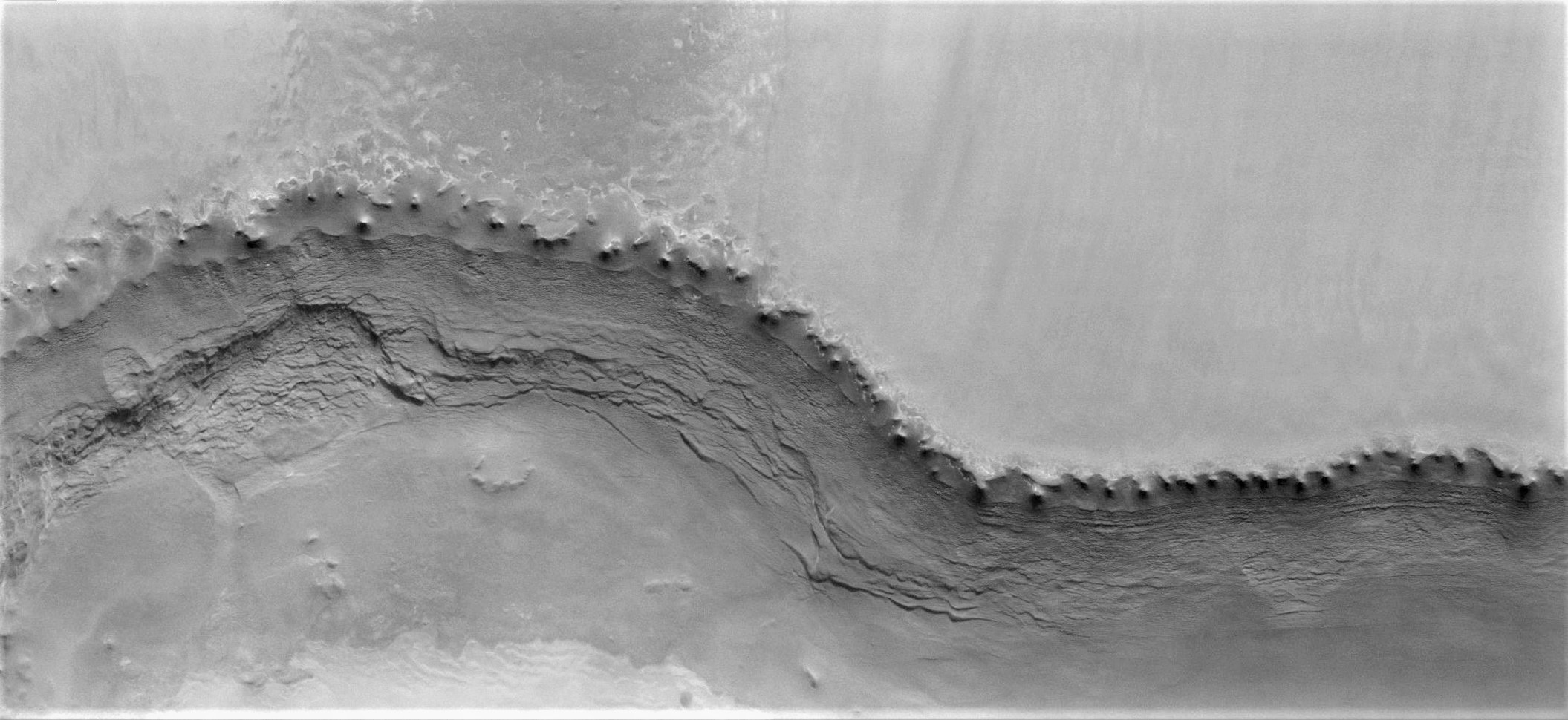
图像中间带为特纽依斯峭壁，极冠位于图像上部，而底部的高度则较低。
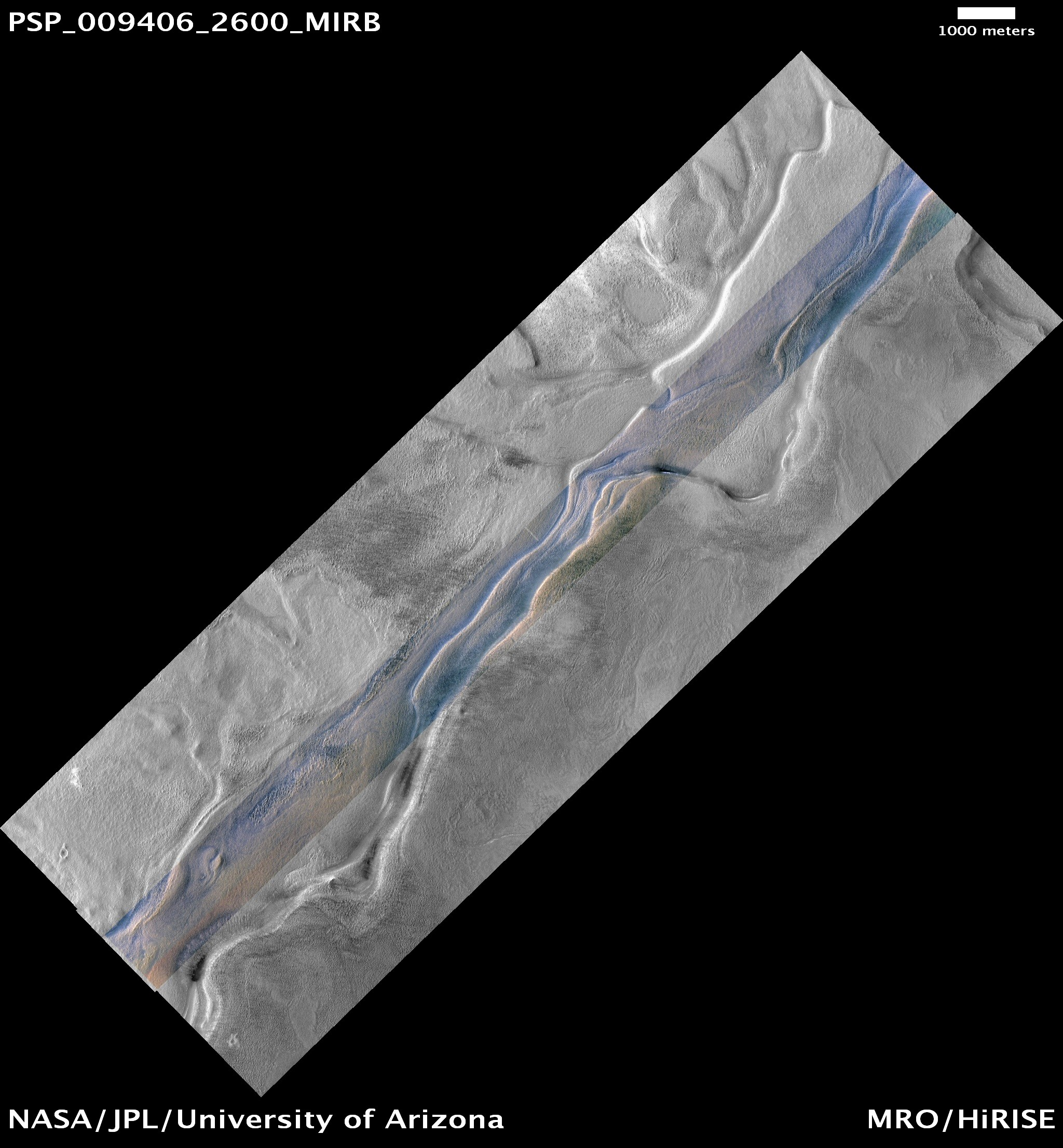
许珀耳玻瑞亚舌状地南缘裸露的特纽依斯峭壁
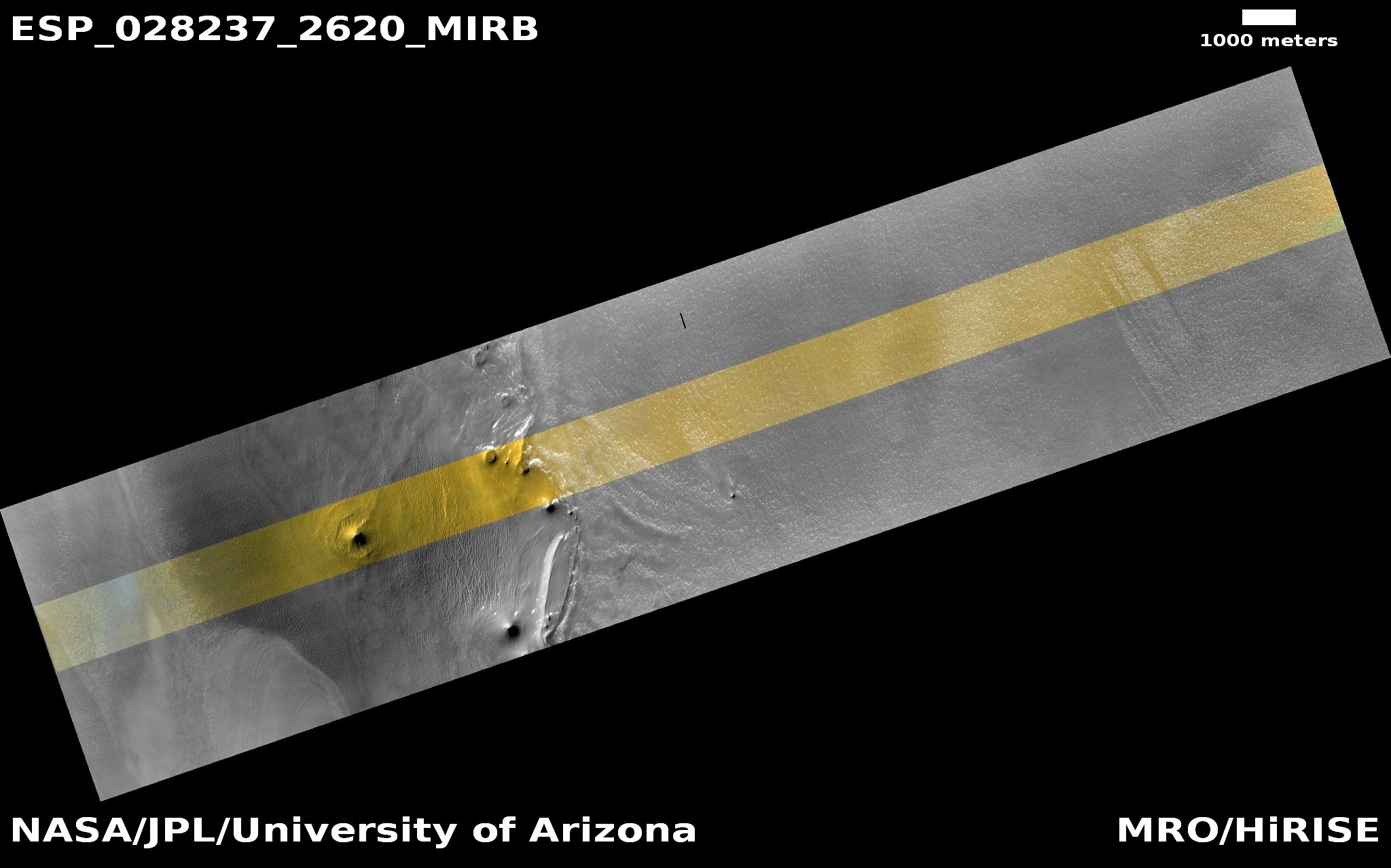
特纽依斯峭壁